# Jaskinia Zimna
Die Höhle Jaskinia Zimna (dt.: Kalte Höhle) ist eine Höhle im Tal Dolina Kościeliska am Berg Organy im Massiv der Westtatra (Tatra-Nationalpark) in Polen. Sie ist die achtlängste sowie eine der größten Höhlen in Polen und der Tatra. Man darf sie nur mit der Genehmigung der Nationalparkverwaltung betreten. Sie ist nur teilweise erforscht. In unmittelbarer Nähe befindet sich die Schauhöhle Jaskinia Mroźna sowie die Höhle Jaskinia Naciekowa.
Die Höhle liegt bei Zakopane und Kościelisko, ist 5420 Meter lang und hat mehrere Eingänge auf Höhe von zwischen 1120 m n.p.m. und 1260 m n.p.m.